# Biserica de lemn din Colacu
Biserica de lemn „Sfântul Nicolae” din Colacu este un lăcaș de cult ortodox construit în anul 1800 în satul Colacu din comuna Fundu Moldovei aflată în județul Suceava. Edificiul religios se află localizat pe malul stâng al râului Moldova, la drumul județean 175 și are hramul Sfântul Nicolae, sărbătorit la data de 6 decembrie.
Ansamblul bisericii „Sfântul Nicolae” din Colacu a fost inclus pe Lista monumentelor istorice din județul Suceava din anul 2015 la numărul 237, având codul de clasificare  SV-II-a-A-05522. El este format din trei obiective:
- Biserica de lemn „Sfântul Nicolae” – construită în 1800 și având codul SV-II-m-A-05522.01,
- Casă parohială – construită în 1800 și având codul SV-II-m-A-05522.02 și
- Clopotniță – construită în 1800 și având codul SV-II-m-A-05522.03.

## Istoricul bisericii
Biserica de lemn din Colacu a fost construită în jurul anului 1800 pe temelia unei bisericuțe vechi de la care se păstrează iconostasul. Ctitorul bisericii este preotul protoiereu Gavril Ciupercovici (Ciupercă), trecut la cele veșnice și înmormântat în curtea lăcașului de cult. Pe crucea sa se află următoarea inscripție: „Aici odihnesc trupurile robilor lui Dumnezeu protopresviterul Gavril Ciupercovici cu vârsta vieții de 58 ani, au răposat la 1 iunie 1815 și a soției sale Elena, ce au răposat la 10 aprilie anul 1824 la 60 ani bătrână. Aceștia au fost ctitorii la această biserică. Veșnic răpaos lor.”
Mai multe lucrări acreditează anul 1800 ca an al construcției bisericii: „Anuarul Arhidiecezei ortodoxe a Bucovinei pentru anul 1925” sau lucrarea academicianului Nicolae Stoicescu – „Repertoriul bibliografic al localităților și monumentelor medievale din Moldova” din 1974. Meșterii care au construit biserica sunt Ioniță și Gheorghe Șalvariu.
Alte mărturii cu privire la vechimea bisericii sunt un clopot donat de localnicii din Colacu în anul 1810 și amplasat în clopotniță, pe el aflându-se următoarea inscripție: „Acest clopot s-au făcut în numele ierarhului Nicolae din satul Fundu Moldovei de ctitori protoiereu Gavril Ciupercovici Bucovina și s-au cumpărat, Ioniță Șuiu, Ioniță Nicula, Gheorghe Șelvari - 1810”. Catapeteasma a fost pictată în anul 1818, după cum indică o inscripție de pe icoana Maicii Domnului. Crucea meșterului Ioniță Șalvari se află în curtea bisericii, pe ea aflându-se următoarea inscripție scrisă în limba română cu caractere chirilice: „Supt aciast sf cru(ce) odihnesc robi(i) lui Dumnezeu Ioniță Șălvar. Cu bunul său soț Maria Hasnăș. Acești multe bunătăți au făcut, adecă, o biserică din nou la Cîmpulung, o biserică din nou la Cîrlibaba și o catapeteasmă nouă la Fundu Moldovei. Vecinică lor pomenire”.
În anul 1910, localnicul Simion Mândrilă a donat bisericii un clopot de 2.000 kg, dar acesta a fost topit în primăvara anului 1918 de autoritățile militare austriece pentru a folosi bronzul la fabricarea de tunuri.
Biserica de lemn din Colacu a fost restaurată în mai multe rânduri. Ansamblul bisericesc a fost restaurat între anii 1972-1974, cu acest prilej amplasându-se pe acoperiș o învelitoare din draniță cu solzi tăiați în două flori (1974). O nouă serie de lucrări s-au făcut în 1997, când s-a înlocuit acoperișul cu unul din draniță cu solzi tăiați în trei flori, iar casa străjeriței a devenit muzeu. În 1997, biserica de lemn din Colacu a fost resfințită de către arhiepiscopul Pimen Zainea al Sucevei și Rădăuților.
În curtea bisericii de lemn se află câteva pietre de mormânt din secolul al XIX-lea, pe unele fiind inscripții scrise cu caractere chirilice. De asemenea, tot acolo se află și mormântul dr. Traian Popovici (1892-1946), primar al orașului Cernăuți în timpul celui de-al Doilea Război Mondial, cunoscut pentru că a salvat de la deportare 20.000 de evrei din Bucovina.

## Arhitectura bisericii

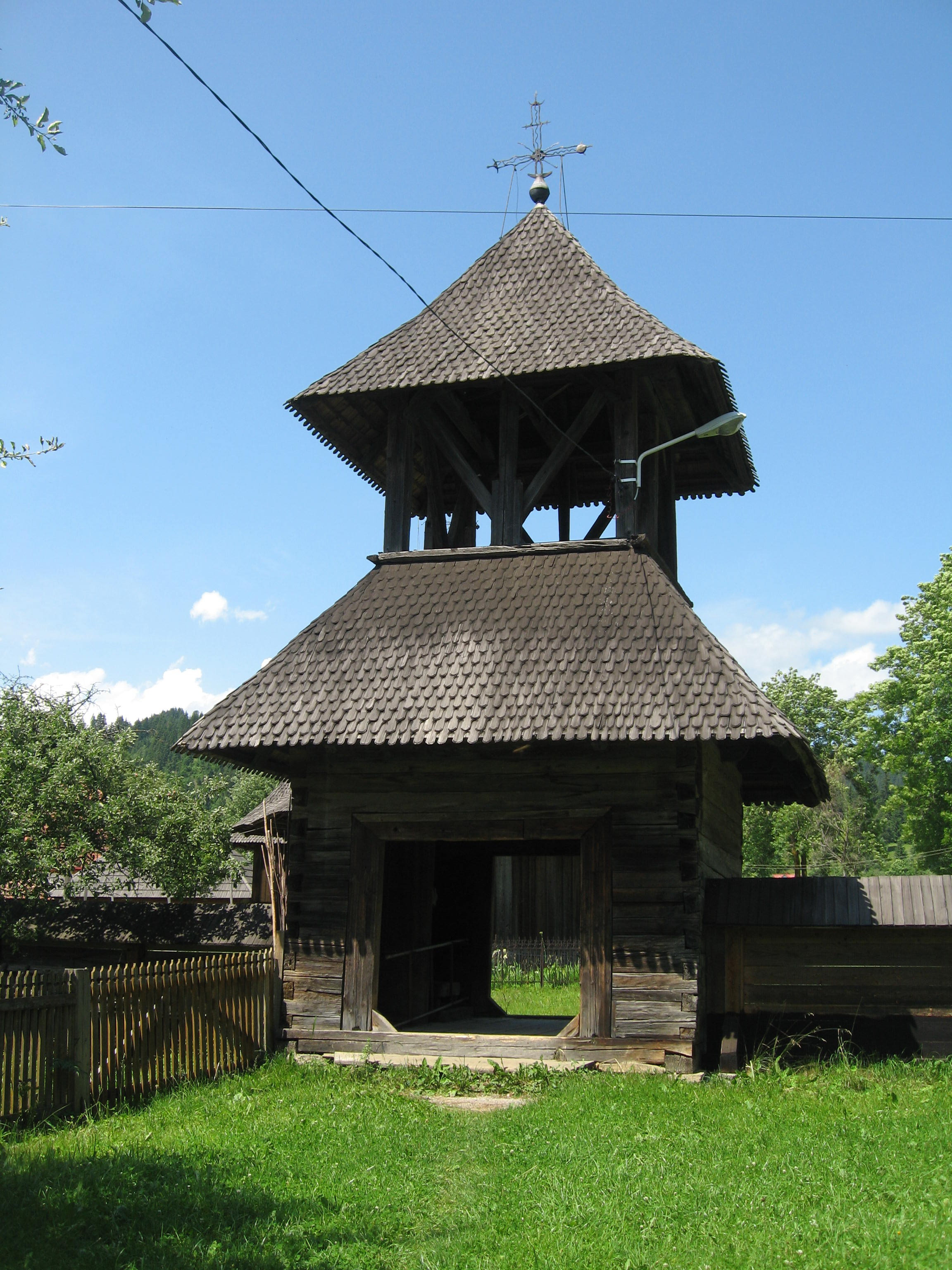
Turnul clopotniță

Biserica de lemn din Colacu este împrejmuită de un gard de lemn caracteristic regiunii Bucovinei și are în partea de sud o clopotniță de lemn, pe unde se intră în curtea lăcașului de cult.
Biserica de lemn din Colacu este construită în întregime din bârne de brad, îmbinate în „coadă de rândunică” și ridicată pe un soclu de piatră de râu. Pe acoperiș se află trei turle, dispuse toate de-a lungul axului mare al bisericii pe cele trei părți componente ale construcției: pronaos, naos și altar. Turla amplasată deasupra naosului este cea mai mare, celelalte două fiind de fapt turle false. Pereții au fost căptușiți cu scânduri, iar turlele au fost protejate cu șindrilă.
Dimensiunile bisericii sunt următoarele: lungimea de 17 metri, lățimea de 9.50 metri (inclusiv absidele laterale) și înălțimea de 12 metri. Ea are intrarea prin partea de vest printr-un pridvor de 4x4 metri. Streașina largă este sprijinită pe console simplu și dublu articulate, în „cap de cal”. Scândurile sunt îmbinate cu ajutorul unor leațuri. Aceleași caracteristici constructive sunt întâlnite și la turnul clopotniță. Biserica nu a fost tencuită nici în interior, nici pe exterior.
Biserica are formă de cruce greacă (plan triconc), cu abside pentagonale. Lăcașul de cult este prevăzut cu două uși (una în peretele estic al privorului și alta în peretele sudic al altarului) și cu patru ferestre cu gratii (una în axa altarului, câte una în absidele laterale și una în peretele vestic al pronaosului).
În interior, biserica este împărțită în patru încăperi: pridvor, pronaos, naos și altar. Pridvorul larg are formă pătrată (cu latura de 3.80 metri), acoperișul său înălțându-se până la nivelul acoperișului central. Inițial deschis, pridvorul a fost închis ulterior cu scândură. Intrarea în pronaos se face pe o ușă (0.90x1.90 metri) situată în peretele sudic al pronaosului.
Pronaosul are formă dreptunghiulară (4.80x6.10 metri), având formă poligonală în partea de vest (cu trei laturi), în care s-a decupat o fereastră. La partea superioară, el are o calotă octogonală sprijinită pe un contur poligonal marcat de console. Între pronaos și naos se află un perete despărțitor de bârne, în care s-a practicat o deschidere largă de 2.15x2.30 metri, cu decorațiuni bogate.
Naosul are o formă dreptunghiulară (6.10x7.25 metri), cu două abside pentagonale dispuse simetric. Aici se află două ferestre, dispuse în axele absidelor laterale (0.35x0.90 metri). Deasupra naosului se află o turlă octogonală în care s-au practicat patru ferestre încheiate la partea superioară în unghi.
Altarul are o absidă de formă pentagonală, iar catapeteasma dispusă avansat (cu 1.10 metri față de decroșul absidei) formează în părțile laterale două nișe: diaconiconul (în sud) și proscomidiarul (în nord). În această încăpere se află o singură fereastră, dispusă în axul absidei (0.40x0.95 metri). Pe latura sudică se află o ușă de acces în altar (0.80x1.85 metri). Deasupra altarului se află o boltă octogonală, ce se sprijină pe un contur poligonal înscris într-un pătrat.

## Imagini

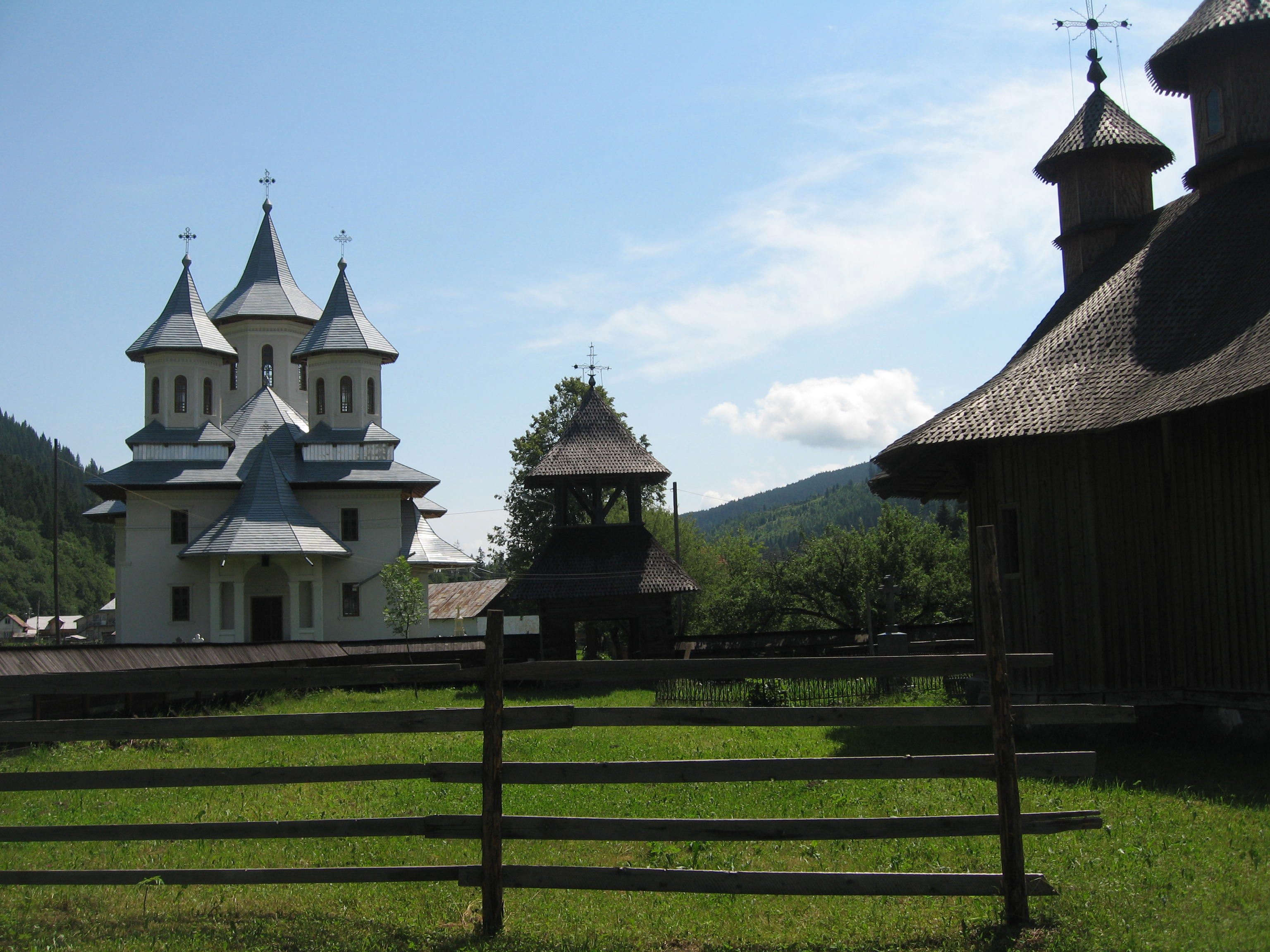
Biserica nouă, turnul clopotniță și biserica veche
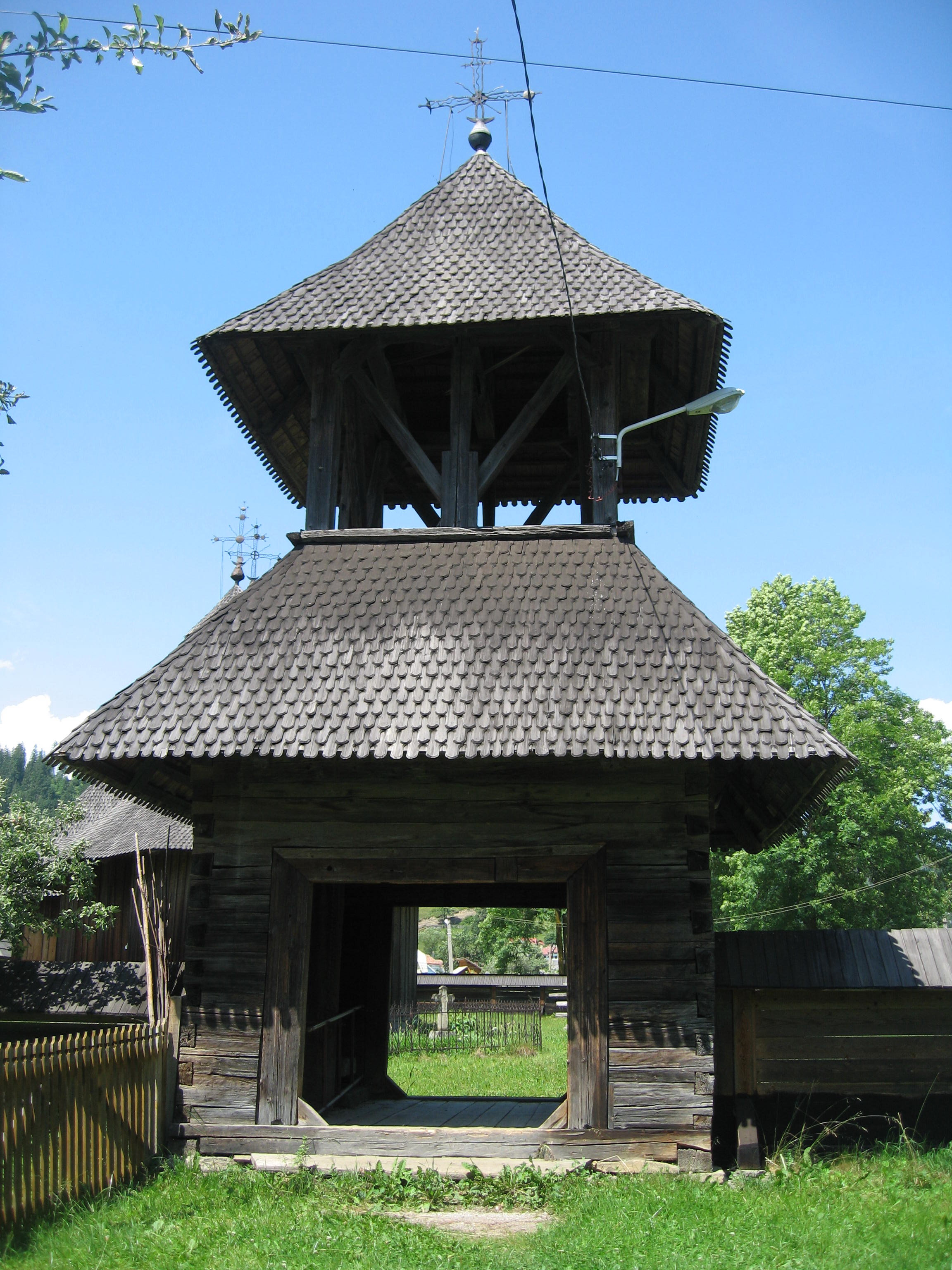
Turnul clopotniță
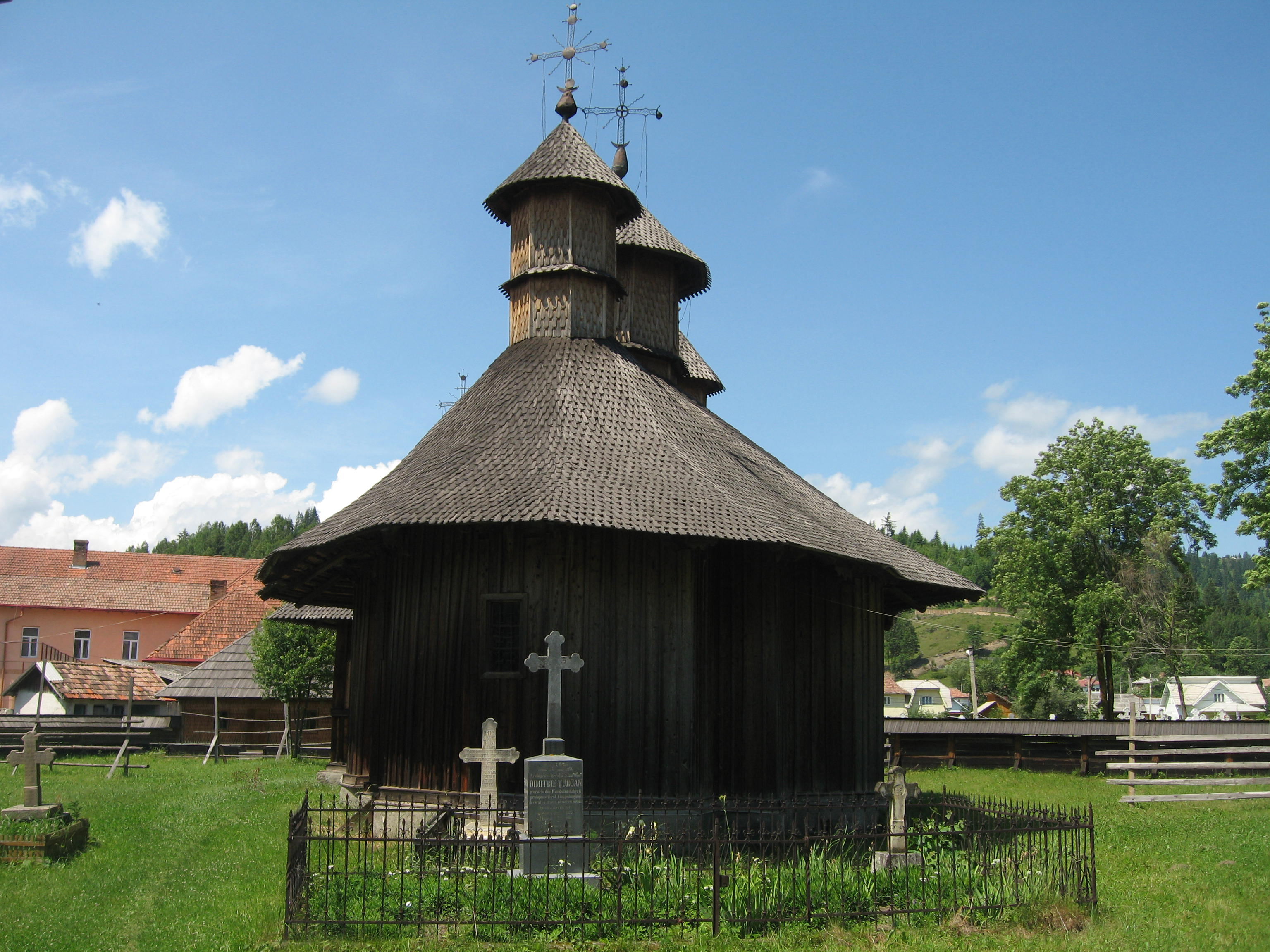
Biserica pe latura estică
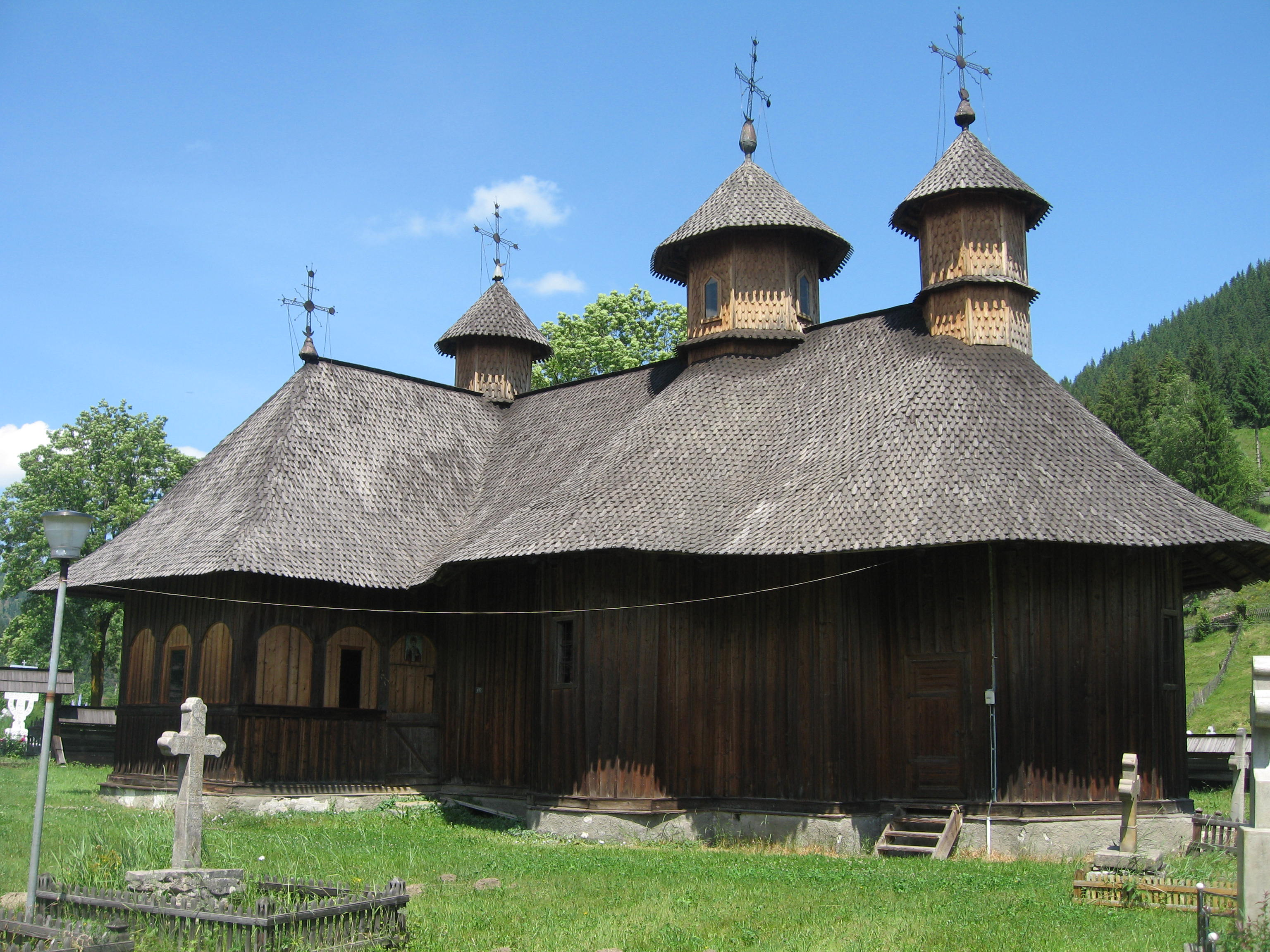
Biserica pe latura sud-estică
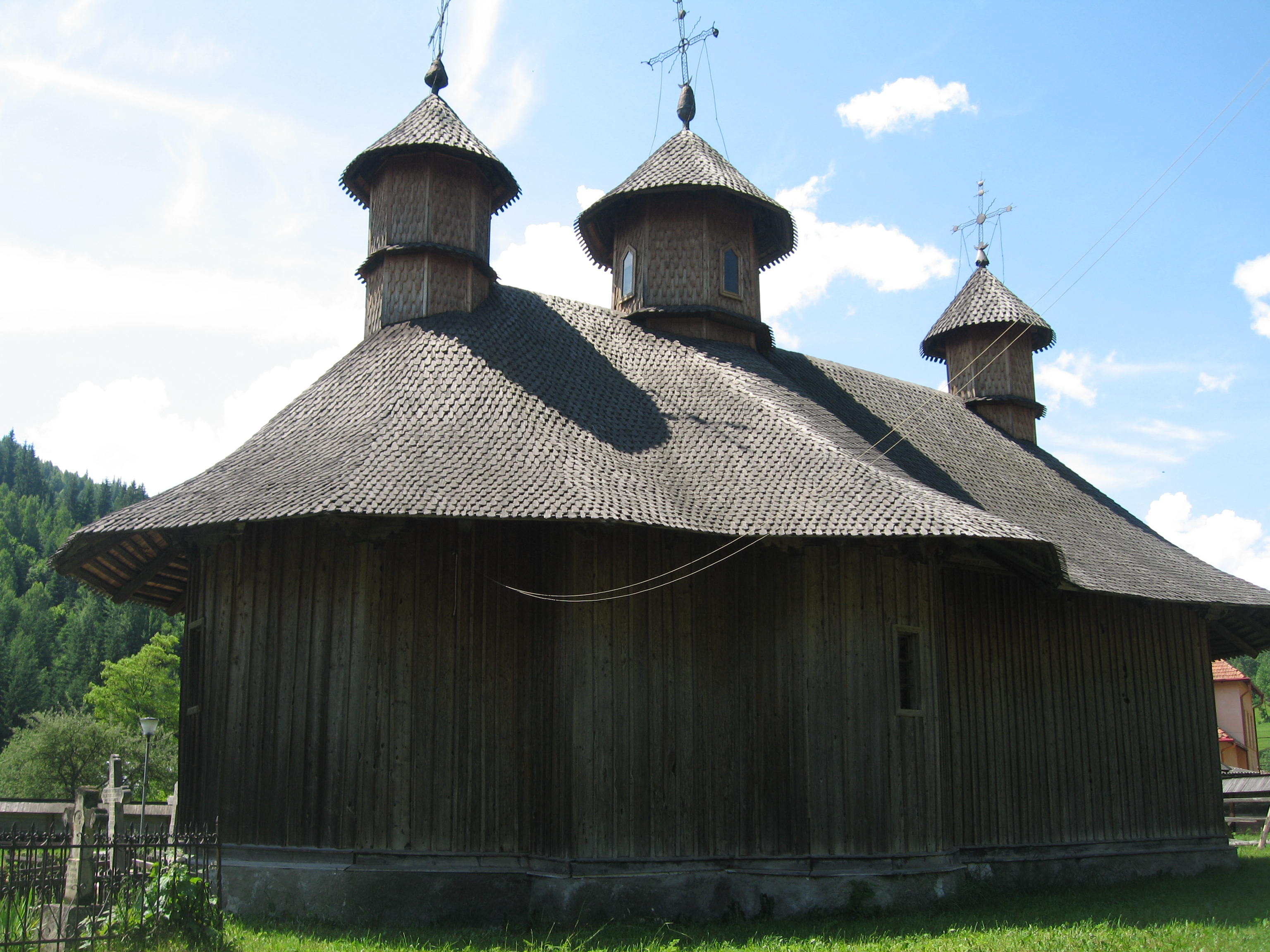
Biserica pe latura nord-estică
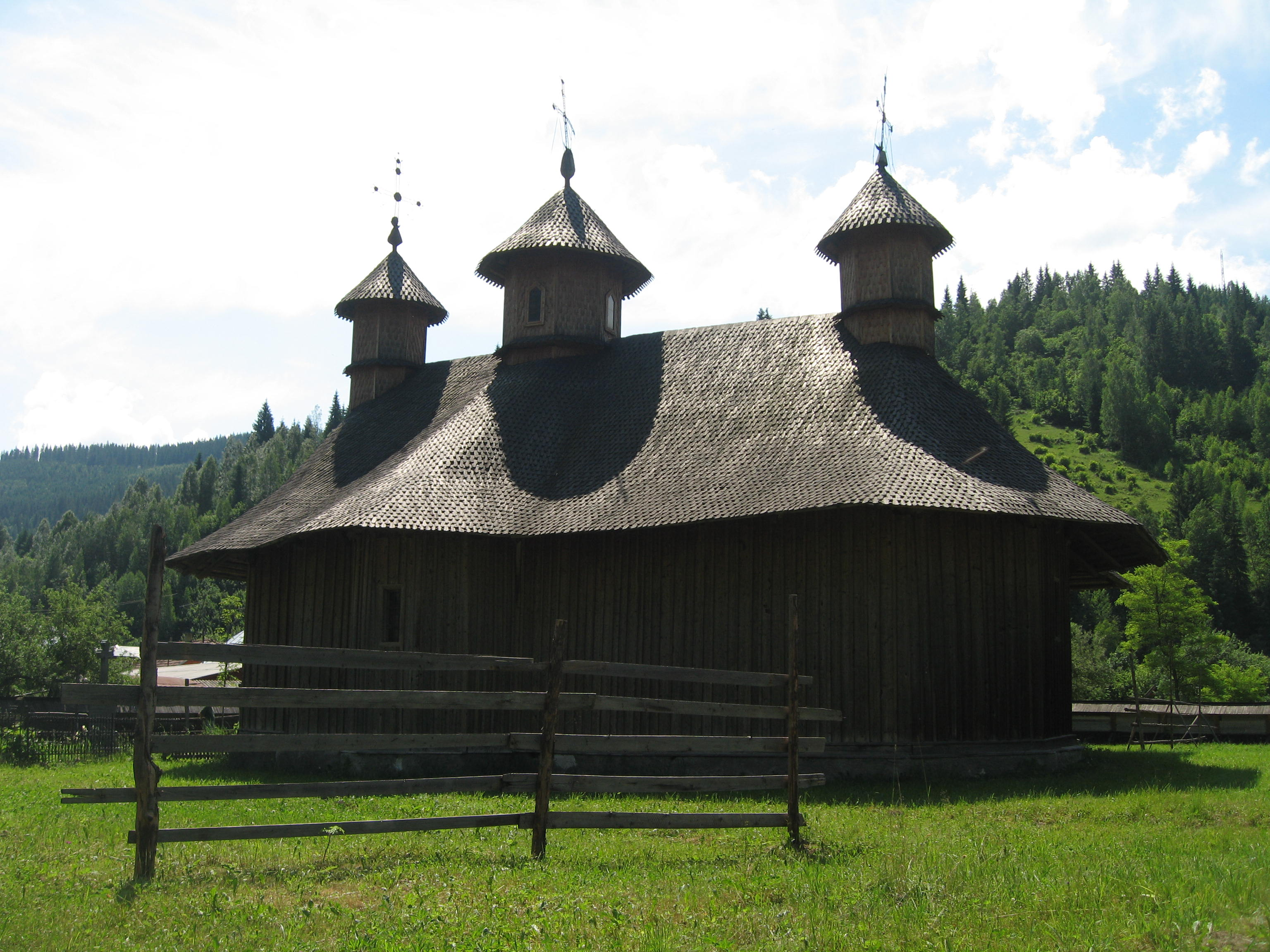
Biserica pe latura nord-vestică
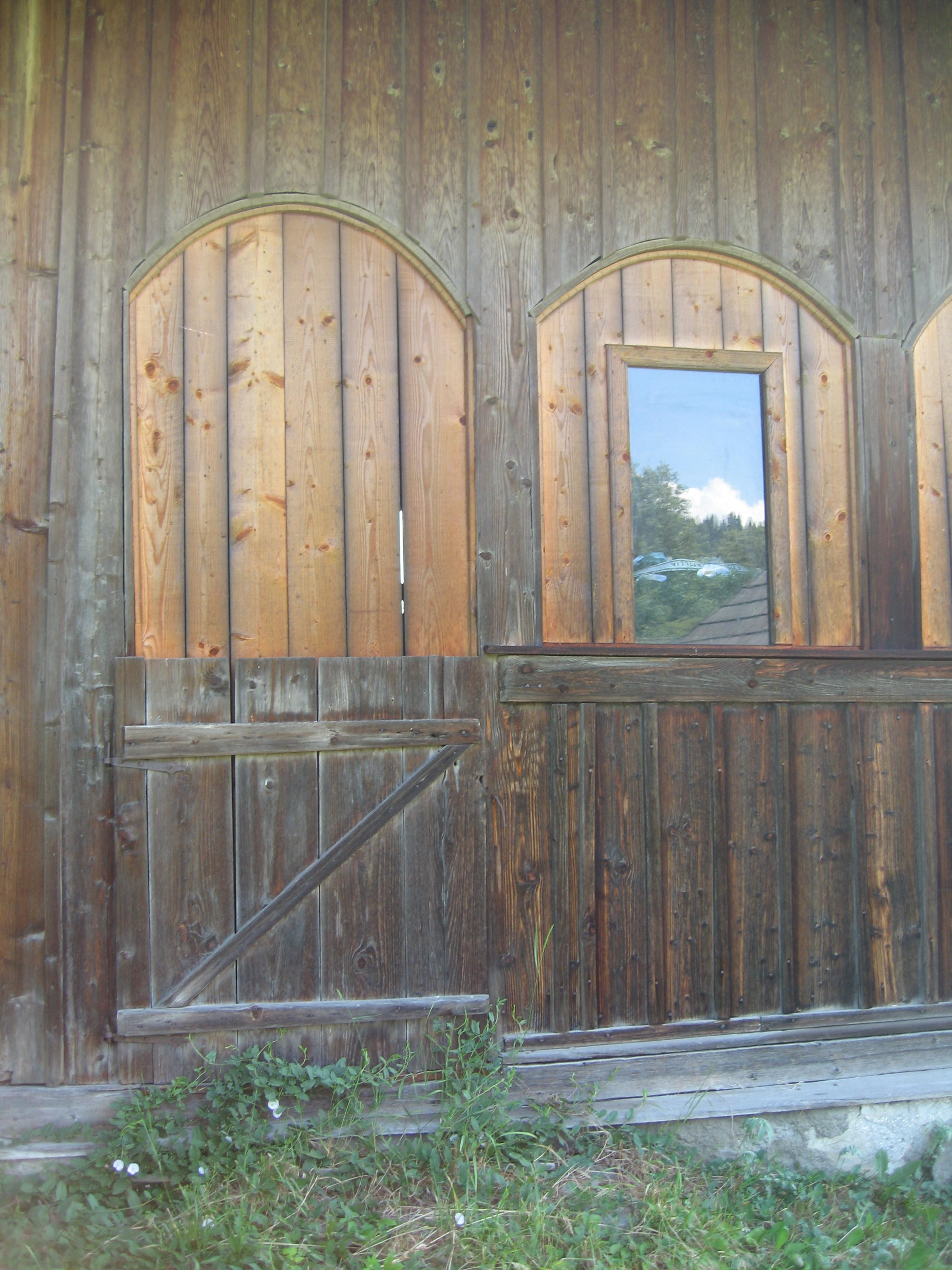
Pridvorul bisericii
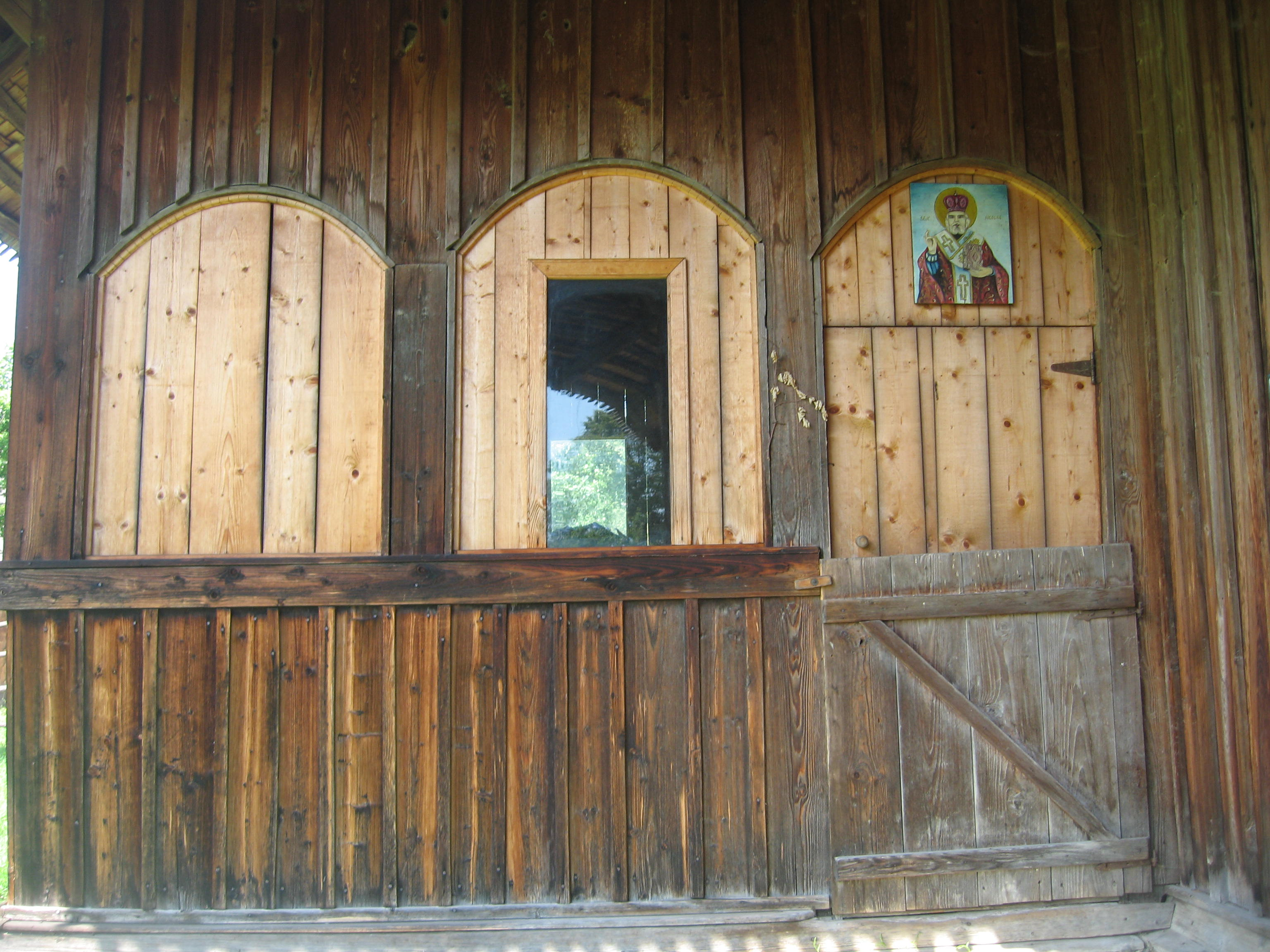
Intrarea în pridvorul bisericii
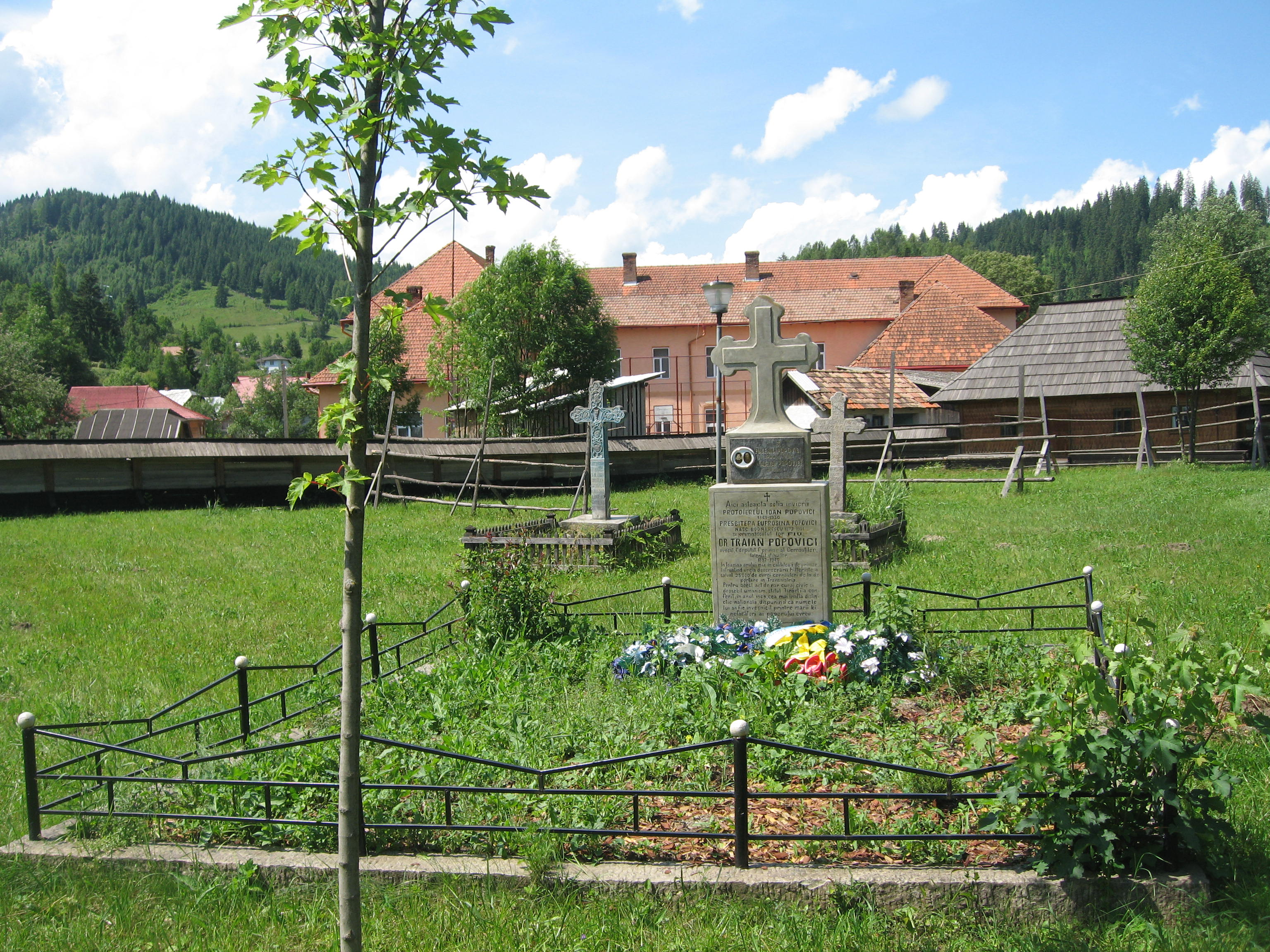
Mormântul dr. Traian Popovici aflat în curtea bisericii
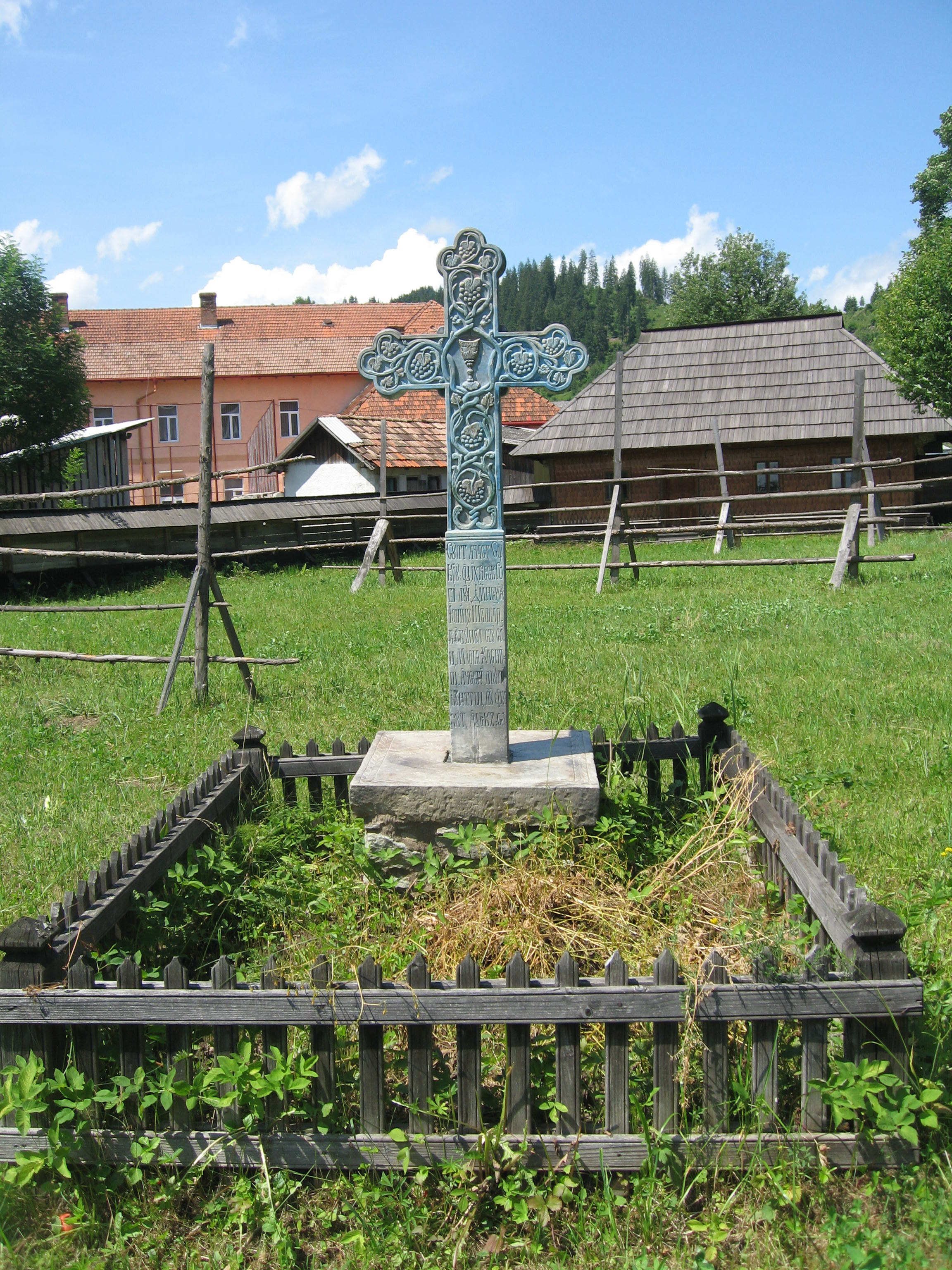
Mormântul meșterului Ioniță Șalvari aflat în curtea bisericii
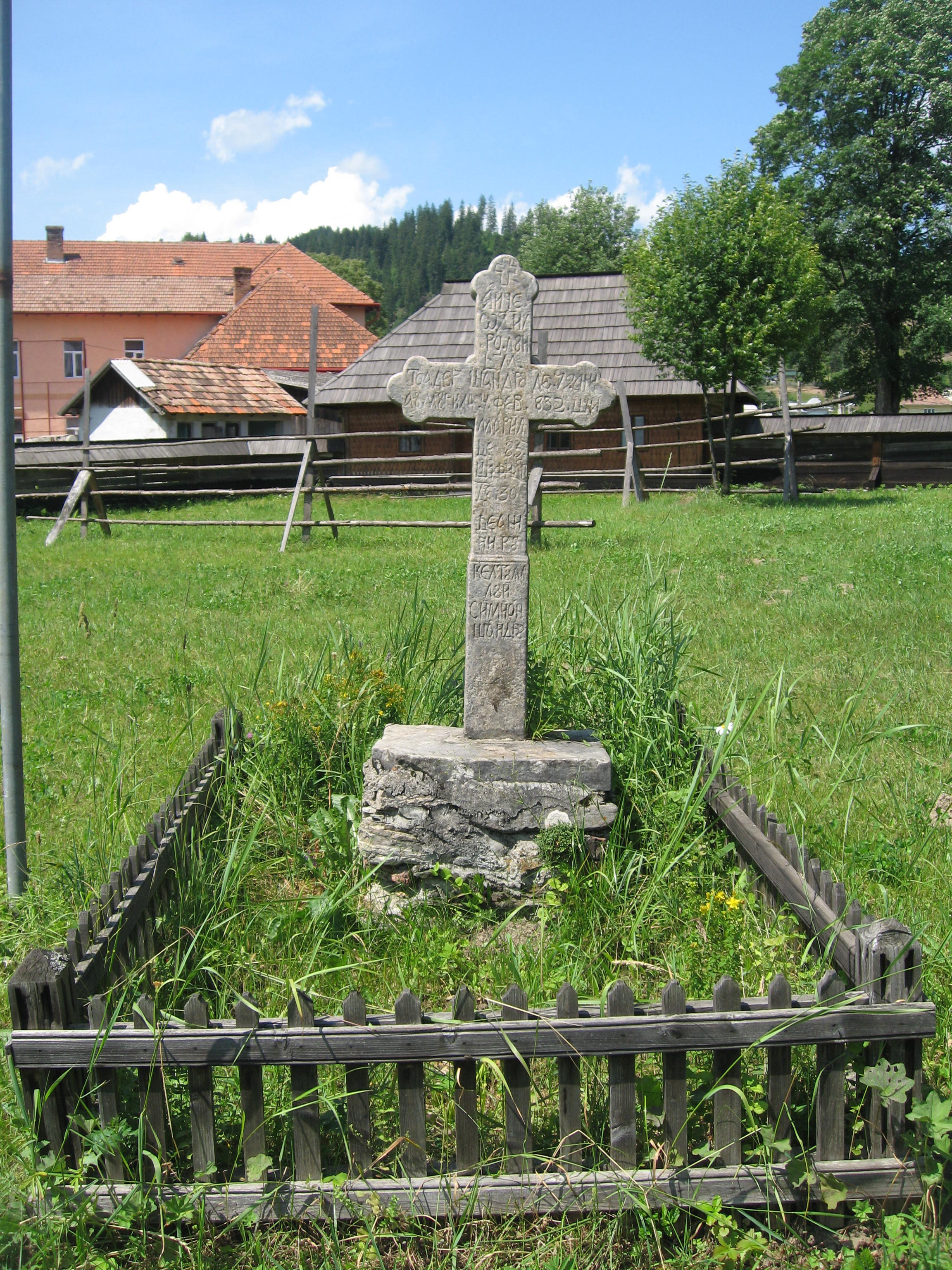
Mormântul lui Toader Şandru (+1832) aflat în curtea bisericii
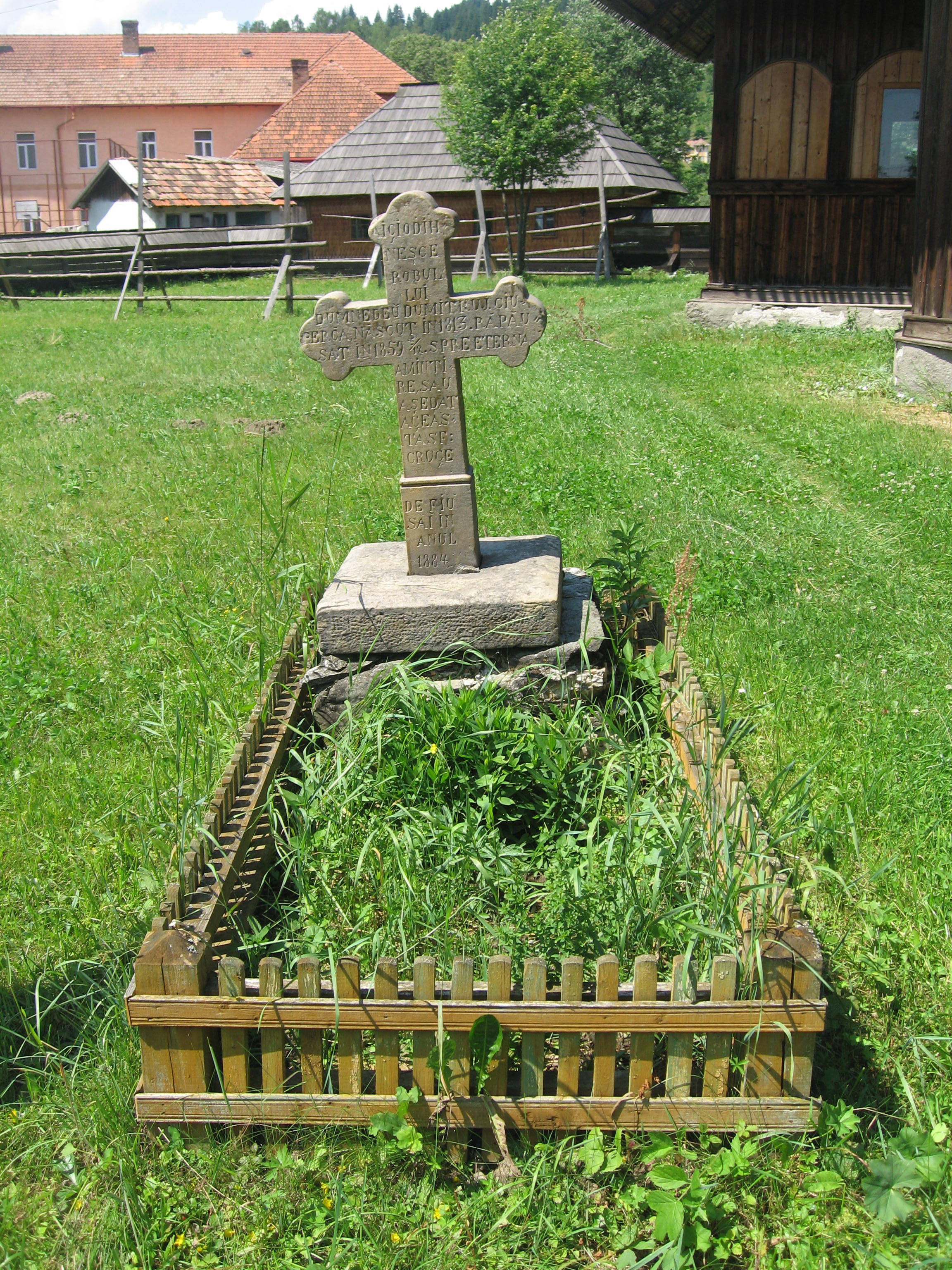
Mormântul lui Dumitru Ciupercă (+1859); crucea a fost așezată de către fiul său în 1884